# アーサー・フィッツウィリアム・テイト
アーサー・フィッツウィリアム・テイト（Arthur Fitzwilliam Tait、1819年2月5日 - 1905年4月28日）はイギリス生まれで、後にアメリカ合衆国に移住した画家である。主に野生動物や狩の情景を描いたことで知られる。

## 略歴
リヴァプールに近いLivesey Hallで生まれた。8歳の時父親が破産し、ランカスターの親戚に育てられ、ランカスターで動物に親しんだ。その後マンチェスターの画廊で働き始め、独学で画家になり、版画作品を展覧会に出展するようになった。1838年に画廊を辞めて結婚した。
1840年代終わりに、アメリカ先住民の生活や風習を描いた画家、ジョージ・カトリンの展覧会がヨーロッパで開かれ、テイトはアメリカに興味を持ち、1850年にアメリカ合衆国に移住した。ニューヨークを拠点とし、夏はニューヨーク州の北部のアディロンダック山地の小屋ですごし絵を描いた。1852年から出版社の Currier & Ivesがテイトの作品を版画にして出版しテイトは一般に知られるようになった。ニューヨークのナショナル・アカデミー・オブ・デザインでも展覧会を開き、多くの作品を展示した。1858年にアカデミーの正会員に選ばれた。
狩の風景や、野生動物、家畜を描いた。
1905年にニューヨーク州のヨンカーズで没した。

## 作品

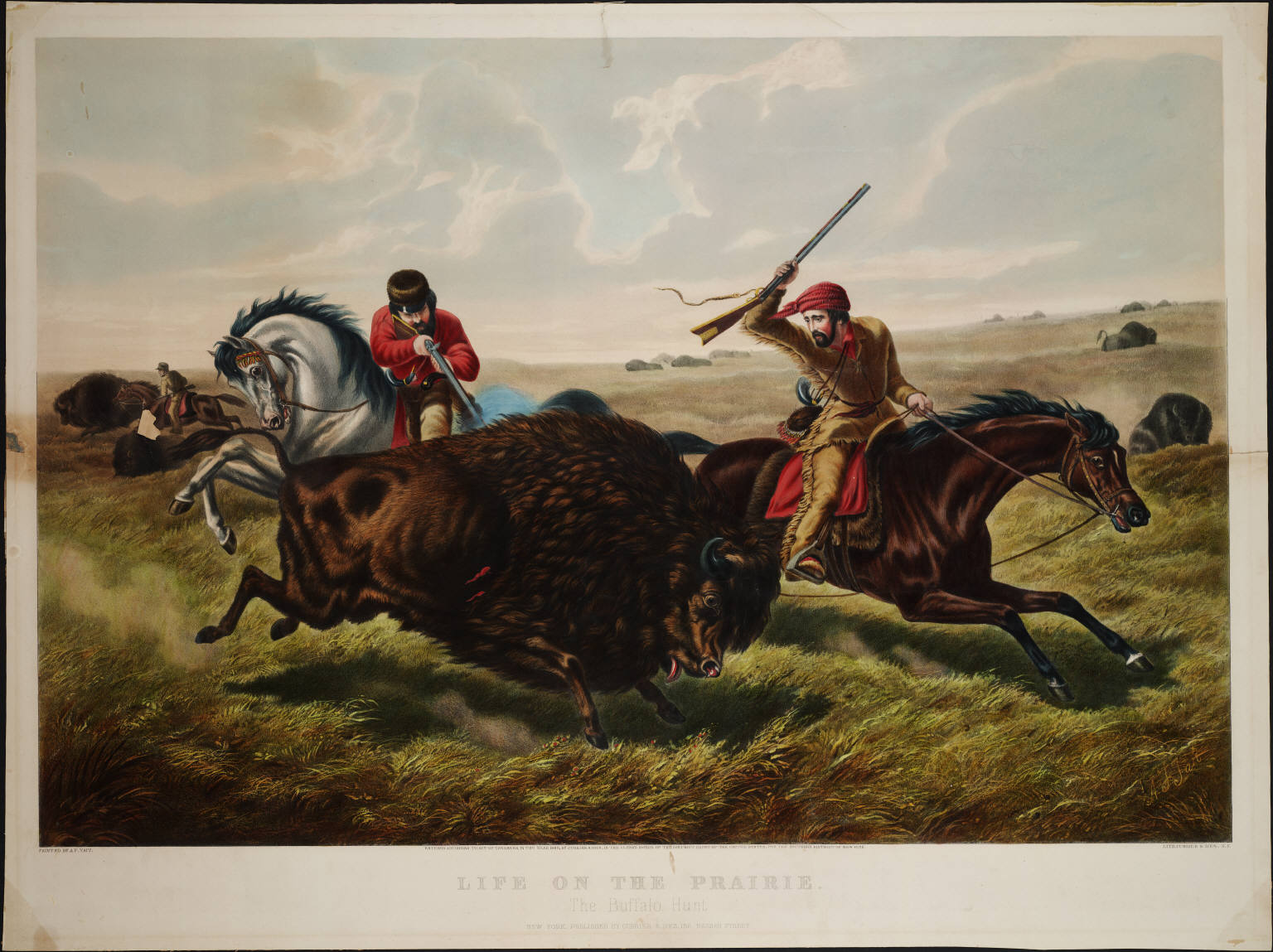
「バッファロー狩」
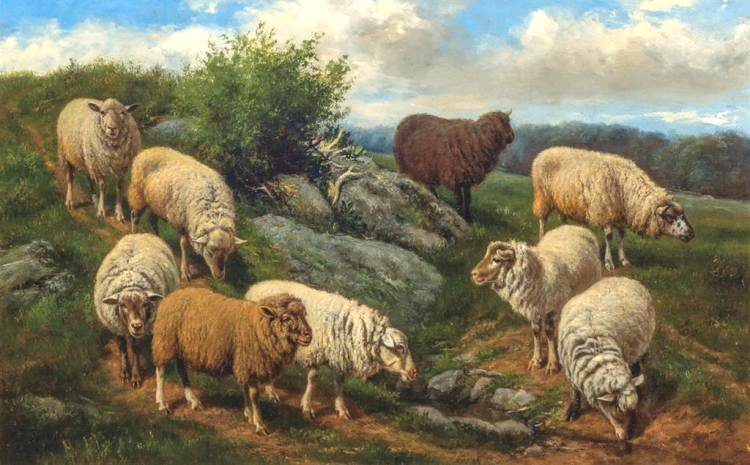
「春の丘」
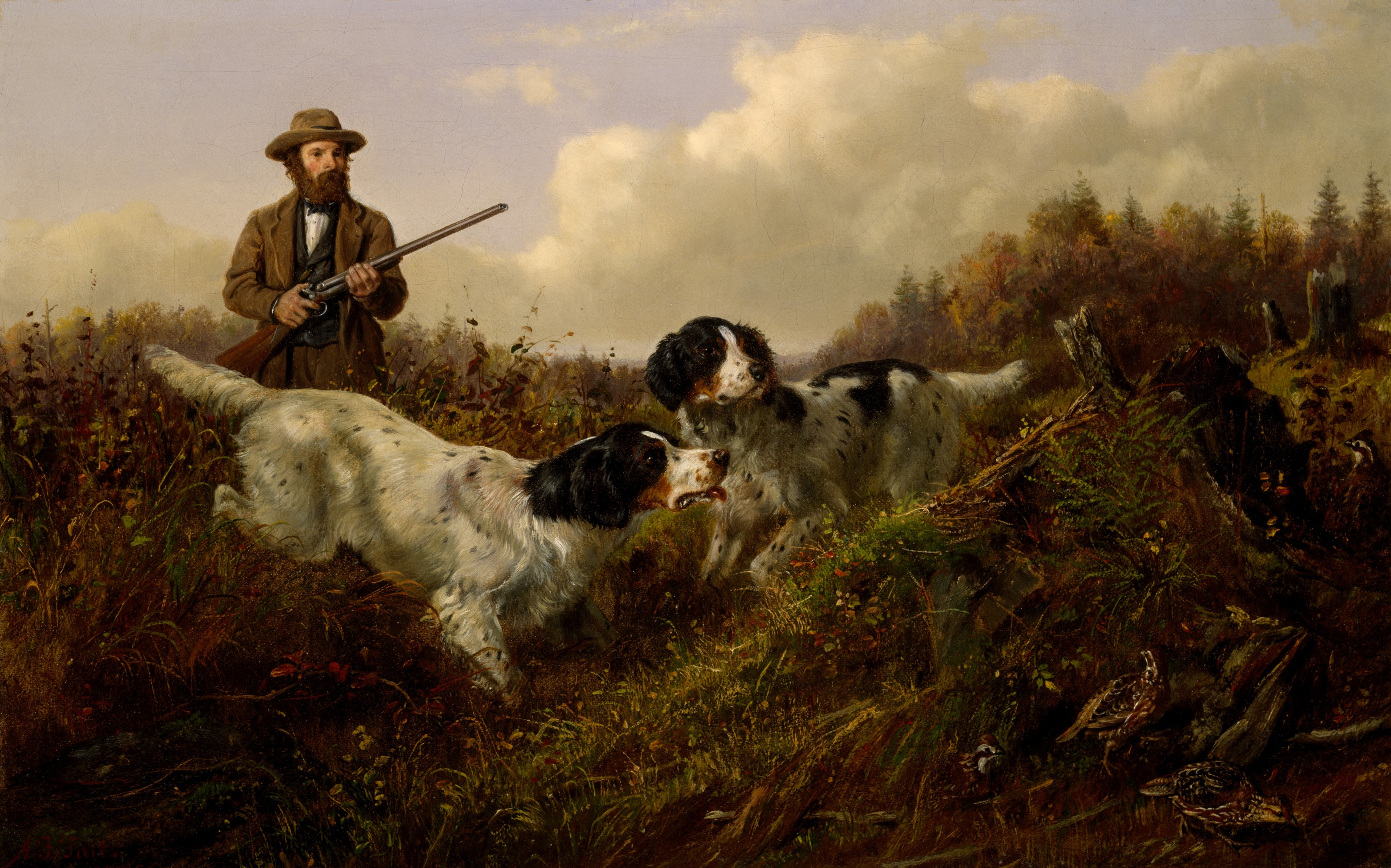
「野鳥狩」
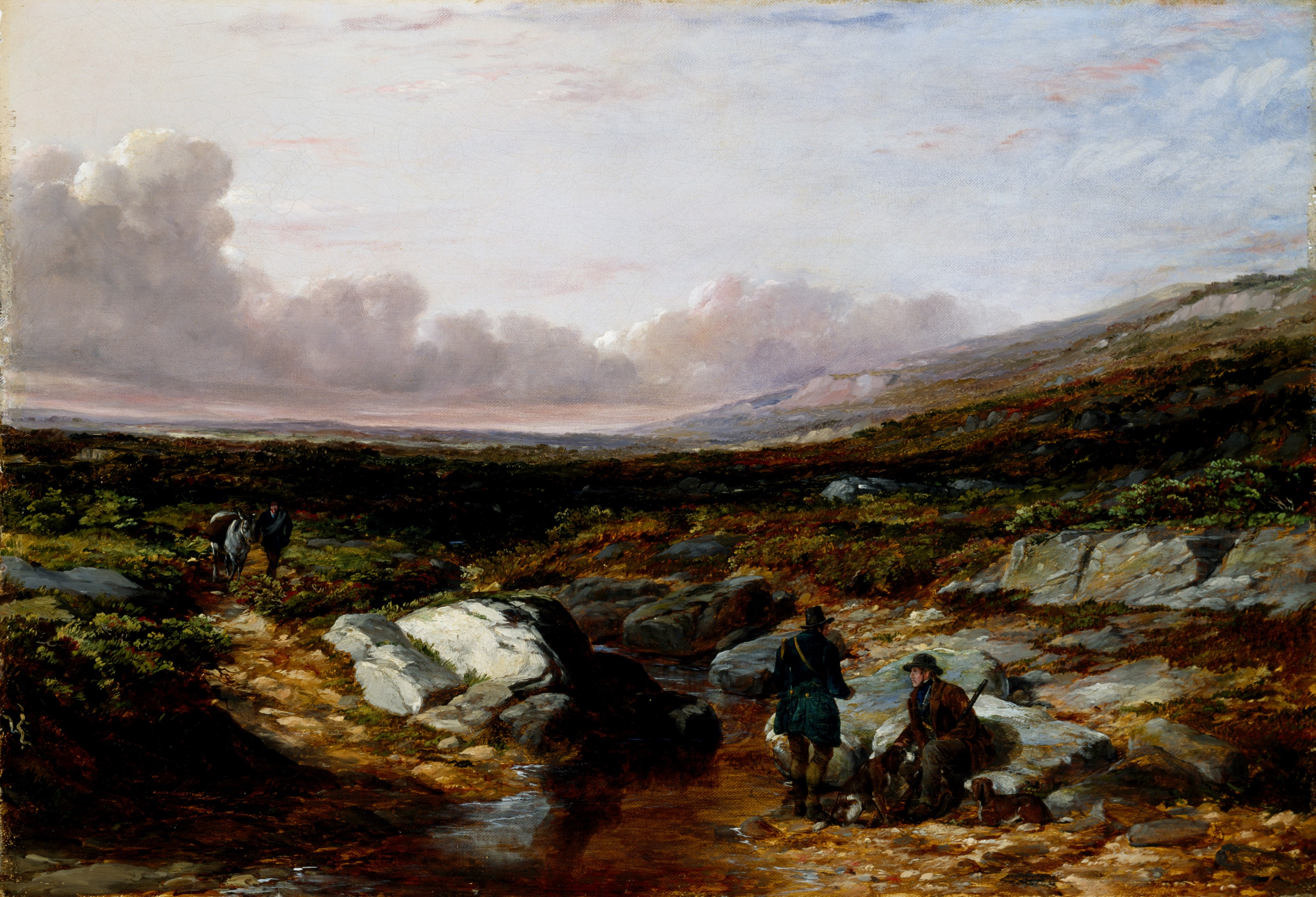
「スコットランドの鹿狩り」
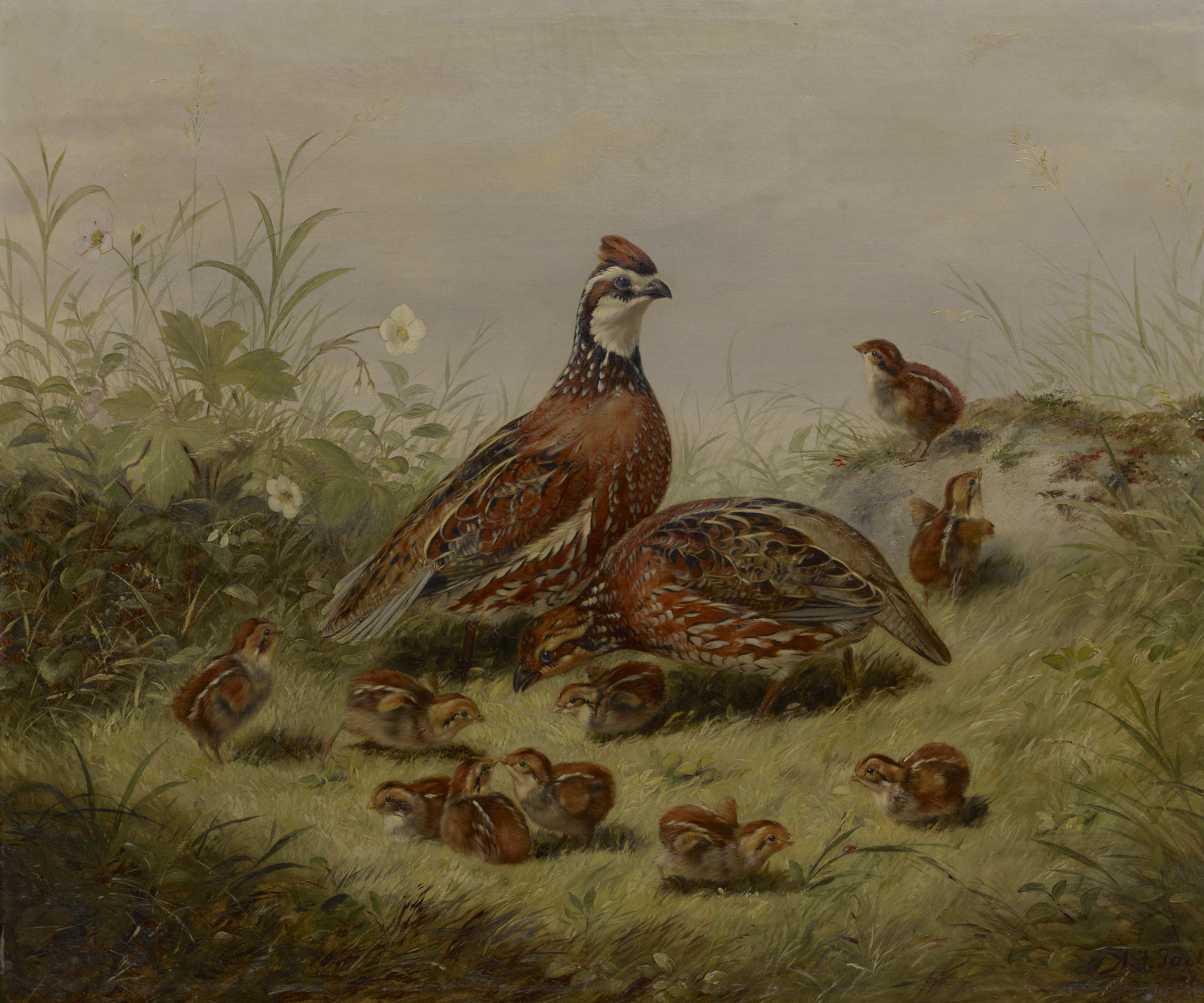
「ウズラと雛」
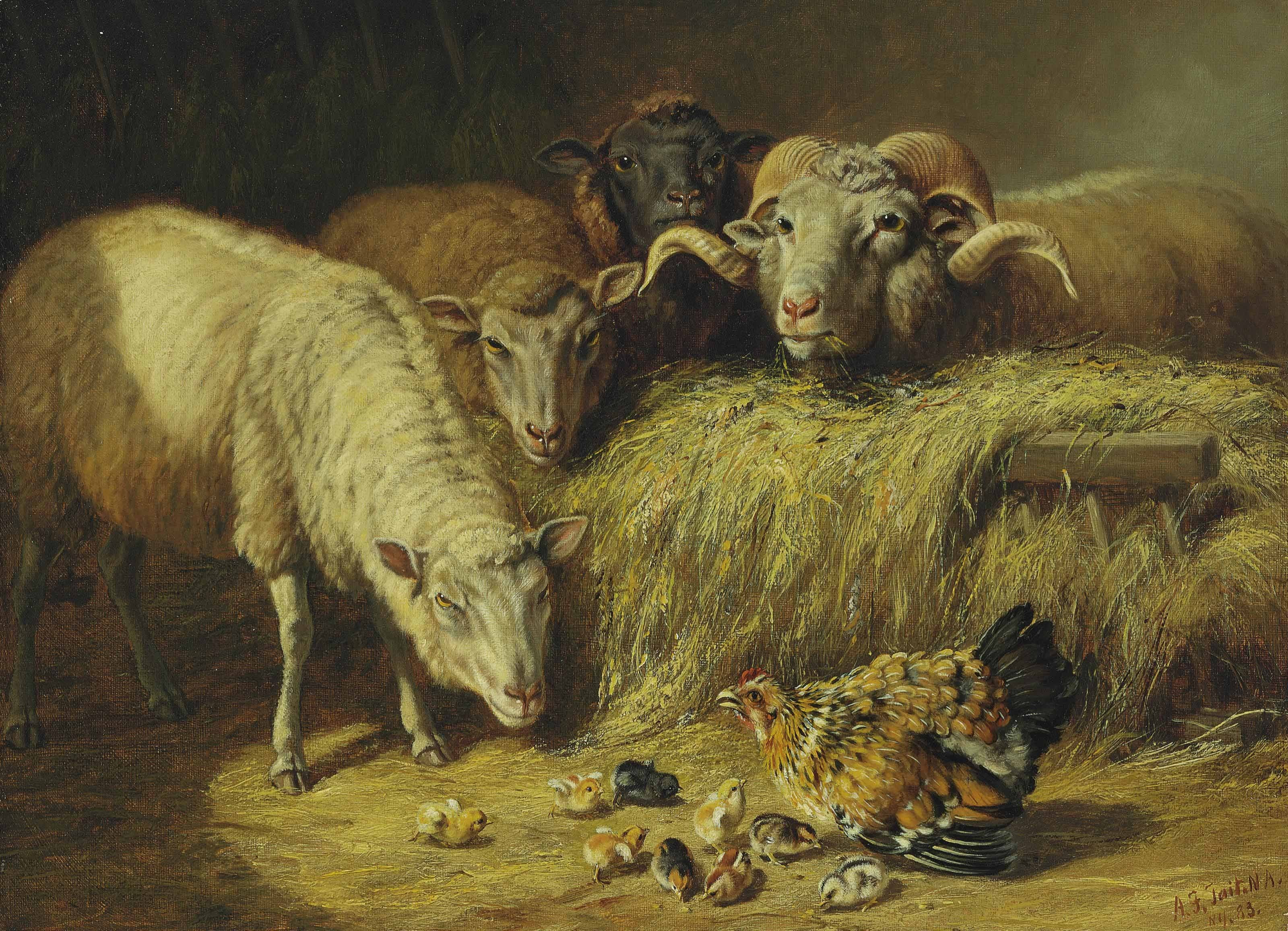
「母鳥の心配」
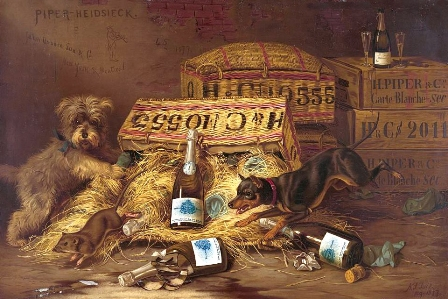
「鼠を追う犬たち」(絵葉書)
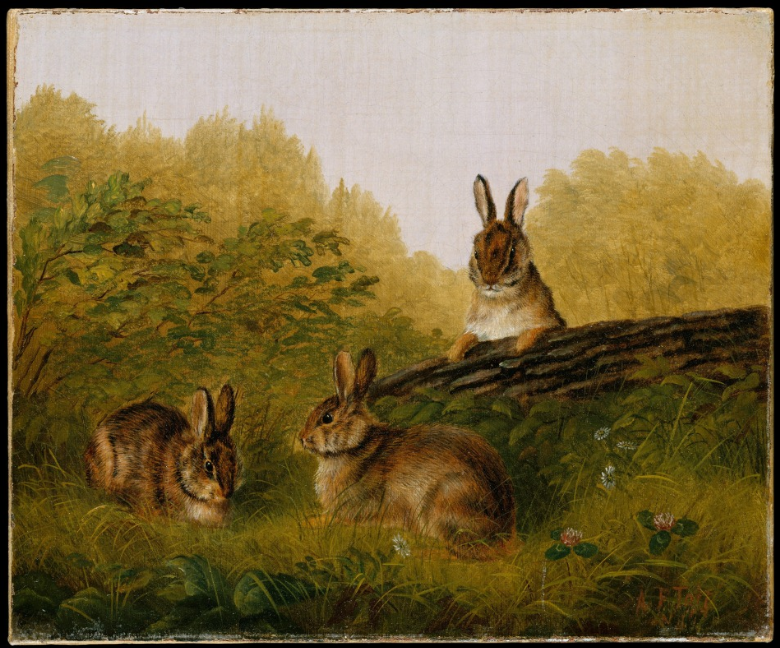
「丸太の上のウサギ」